# Rosemary Karuga
Rosemary Namuli Karuga (Meru, 19 de junio de 1928-9 de febrero de 2021) fue una artista visual de Kenia. Fue pionera en realizar contribuciones significativas al arte contemporáneo de África y es reconocida como una de las mejores artistas de su generación en África oriental. Fue la primera mujer en graduarse en la prestigiosa Escuela de Bellas Artes de la Universidad de Makerere en Kampala. En 2017, fue nombrada Artista del Mes por los Museos Nacionales de Kenia. Es conocida por ser la primera mujer artista en haber estudiado en la Universidad de Makerere.

## Biografía
Karuga nació en 1928 en Meru, Kenia de padre ugandés y madre keniana. Una monja irlandesa de la escuela católica reconoció su talento y le recomendó que estudiara en la Escuela de Bellas Artes de la Universidad de Makerere en Kampala (Uganda) entre 1950 y 1952, donde estudió diseño, pintura y escultura bajo la tutela de Gregory Maloba.  

### Trayectoria profesional
Tras graduarse en Uganda regresó a Kenia y trabajó como maestra a tiempo completo. Tas enseñar en una escuela local, se convirtió en una agricultora de subsistencia. A finales de la década de 1980 una de sus hijas la visitó desde Londres y la animó a seguir con su práctica artística. Entonces se retiró de la docencia en la década de 1980 cuando tenía casi 60 años para dedicarse a las artes profesionalmente. En 1987, se convirtió en artista residente durante tres meses en el Centro de Artes Paa ya Paa en Nairobi, una de las dos únicas galerías activas en la capital. A partir de entonces se hizo más conocida internacionalmente. Por lo general, creaba artes de collage utilizando el empaque de papel del jabón Rexona y la harina de Unga.
En la década de 1990 recibió el encargo de ilustrar una edición de la novela de Amos Tutuola, The Palm Wine Drinkard (El bebedor de vino de palma). Posteriormente, sus 'ilustraciones' de collage se exhibieron en París, Londres y en el Studio Museum de Harlem.
En 2006 se mudó a vivir con su familia y obtuvo atención médica en Irlanda.
Vivió en Irlanda hasta su muerte el 9 de febrero de 2021 a los 93 años.

## Obra
Karuga es conocida por sus trabajos de collage que representan escenas pastorales y domésticas africanas, normalmente aldeanos, agricultores y animales. Sus obras podrían haberse expuesto internacionalmente, pero Karuga no empezó a producir arte comercial hasta los 60 años, después de retirarse de la enseñanza. Su técnica estaba inspirada en los mosaicos bizantinos. Habitualmente utilizaba pedazos de papel de colores (periódicos, revistas ilustradas y materiales de embalaje) creando collages en su mayoría retratos y paisajes figurativos.
Anteriormente había trabajado con pasteles, óleos y acuarelas pero cuando fueron inasequibles recurrió a trabajar con papel.
Su trabajo actualmente forma parte de la colección de los Museos Nacionales de Kenia así como de las colecciones de los Archivos Nacionales de Kenia, el Murumbi Trust’s African Heritage, Watatu Foundation, la Red Hill Art Gallery y muchas colecciones privadas.

## Premios y reconocimientos
En 2006 recibió un premio por su trayectoria por parte del periódico African Voice siendo la primera mujer de África oriental en conseguirlo. Es un galardón concedido a los africanos por sus logros y aportaciones a la sociedad irlandesa.
En 2017 le dieron su reconocimiento en su país cuando fue presentada como la primera artista del mes en un nuevo programa de los Museos Nacionales de Kenia. 

## Vida personal
Se casó en 1953 y tuvo tres hijos y nietos.